# Ronald A. Weinberg
Ronald A. Weinberg est un producteur de télévision canadien. Cofondateur de Cinar, il était le conjoint de Micheline Charest. Il est sous enquête pour une vaste fraude de plus de 120 millions de dollars et a été condamné par la cour suprême du Canada pour plagiat de l'œuvre de Claude Robinson. 

## Filmographie
- 1984 : Koara bôi Kokkî (série télévisée)
- 1985 : David le gnome (David el gnomo) (série télévisée)
- 1987 : The Wonderful Wizard of Oz (série télévisée)
- 1987 : The Wonderful Wizard of Oz (vidéo)
- 1987 : The Emerald City of Oz (vidéo)
- 1987 : La Sagesse des gnomes (La Llamada de los gnomos) (série télévisée)
- 1988 : SOS Polluards (The Smoggies) (série télévisée)
- 1989 : Les deux font la loi (Bordertown) (série télévisée)
- 1990 : C.L.Y.D.E. (série télévisée)
- 1990 : Fais-moi peur ! (série télévisée) (Are You Afraid in the Dark)
- 1992 : The Real Story of Happy Birthday to You
- 1993 : Chris Cross (série télévisée)
- 1993 : Le Monde irrésistible de Richard Scarry (série télévisée)
- 1995 : Bonjour Timothy (film)
- 1995 : The Little Lulu Show (série télévisée)
- 1996 : Arthur (série télévisée)
- 1996 : Les Exploits d'Arsène Lupin (série télévisée)
- 1997 : Bêtes à craquer (Animal Crackers) (série télévisée)
- 1997 : Lassie (série télévisée)
- 1997 : The Country Mouse and the City Mouse Adventures (série télévisée)
- 1997 : The Whole of the Moon
- 1998 : Émilie de la nouvelle lune (Emily of New Moon) (série télévisée)
- 1998 : The Wombles (série télévisée)
- 1998 : The Sleep Room
- 1999 : Sci-Squad (série télévisée)
- 1999 : Revenge of the Land (TV)
- 1999 : Who Gets the House?
- 1999 : Sally Marshall Is Not an Alien
- 1999 : Mona le vampire (Mona the Vampire) (série télévisée)
- 1999 : The Sterling Chase